# 1997 PC2
1997 PC2 är en asteroid i huvudbältet som upptäcktes 7 augusti 1997 av den amerikanske astronomen Leonard L. Amburgey i Fitchburg.
Asteroiden har en diameter på ungefär 3 kilometer.